# 小行星6129
小行星6129（6129 Demokritos）是一颗绕太阳运转的小行星，为主小行星带小行星。该小行星于1989年9月4日发现。

## 轨道参数
小行星6129的轨道半长轴为2.7944554 UA，离心率为0.170。